# Nouvelle Droite
Ne doit pas être confondu avec Nouvelle Droite française.
Pour les articles homonymes, voir Nouvelle Droite.

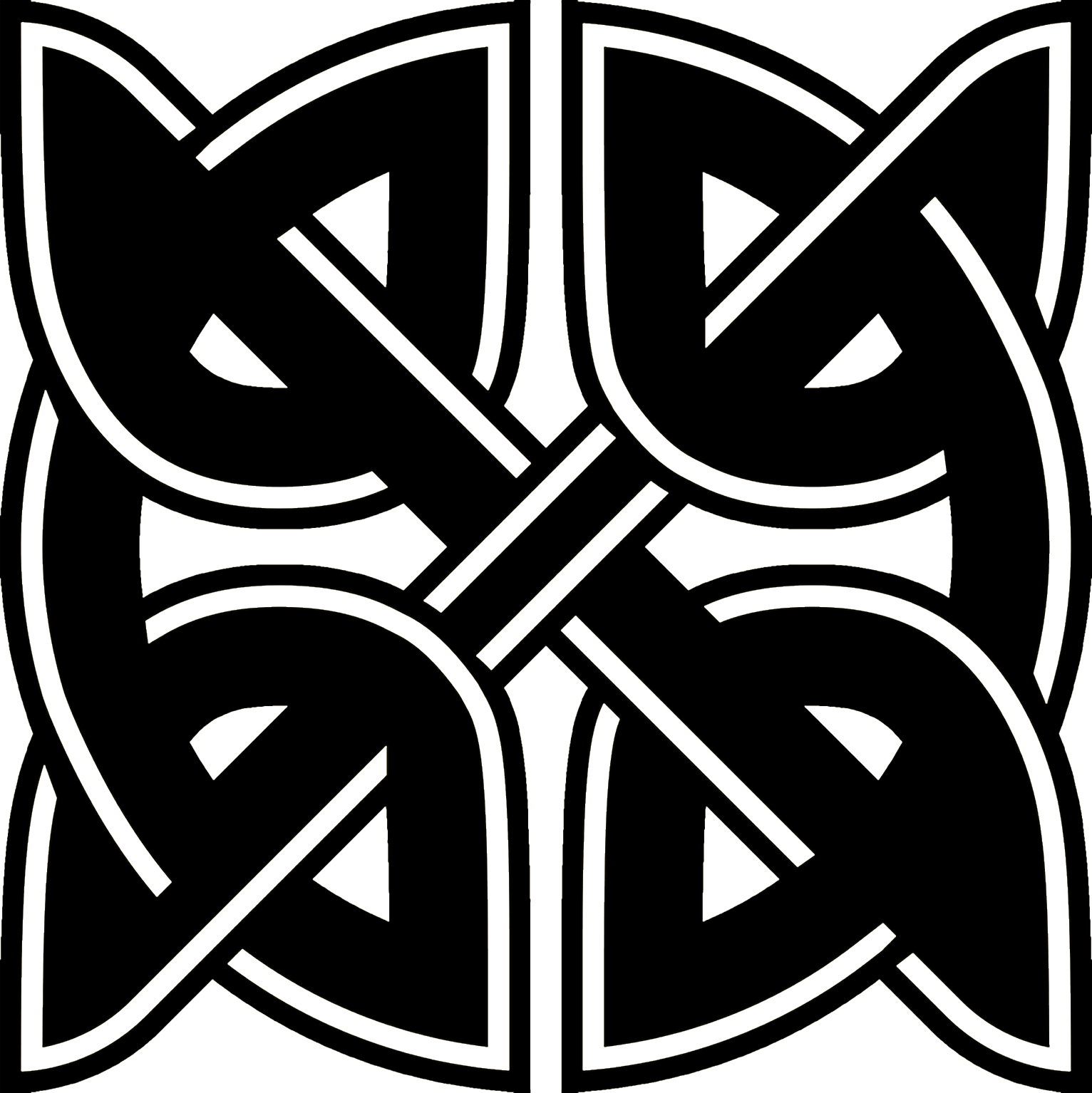
La croix bretonne, symbole utilisé par le GRECE, l'une des principales associations représentant la Nouvelle Droite.

La Nouvelle Droite est un courant de pensée politique d'extrême droite tendance nationale-européenne apparu en 1969 avec la fondation du Groupement de recherche et d'études pour la civilisation européenne (GRECE), dont l'essayiste Alain de Benoist est le principal représentant. Lors de la couverture médiatique de la Nouvelle Droite, à l'été 1979, le Club de l'Horloge se retrouva amalgamé avec le GRECE, confusion qui a toujours été récusée par les animateurs des deux collectifs.
De Benoist et d'autres premiers membres du GRECE sont engagés dans des mouvements politiques d'extrême droite, et leur nouveau mouvement est influencé par des courants de pensée de droite plus anciens comme le mouvement révolutionnaire conservateur allemand. Bien que rejetant les idées de gauche d'égalité humaine, la Nouvelle Droite est également fortement influencée par les tactiques de la nouvelle gauche et certaines formes de marxisme. Les idées socioculturelles du marxiste italien Antonio Gramsci y sont particulièrement influentes, les membres de la Nouvelle Droite (ND) se décrivant comme les « Gramsciens de la droite ».
La ND atteint un niveau de respectabilité en France au cours des années 1970, avant que sa réputation et son influence ne déclinent à la suite d’une opposition anti-fasciste libérale et de gauche soutenue. Les membres de la Nouvelle Droite rejoignent plusieurs partis politiques, devenant une influence particulièrement forte au sein du Front national français. Ses idées influencent également des groupes d'extrême droite ailleurs en Europe. Au XXIe siècle, la ND joue un rôle dans plusieurs groupes d'extrême droite, tels que le mouvement identitaire et des formes de national-anarchisme.
Le mouvement a des liens avec de plus anciens groupes fascistes et est considéré comme une forme de fascisme, bien que ce qualificatif soit rejeté par les adhérents à ce mouvement, qui est à l'origine de la plus large Nouvelle Droite européenne.

## Histoire
D’identité française, ce courant de pensée s'étend rapidement à d'autres pays européens dont l'Italie et l'Allemagne, où deux courants « néo-droitiers » à part entière, Nuova Destra et Neue Rechte, vont se développer en interaction avec le courant français, ce dernier restant assez indissociable du GRECE. L'origine exacte de l'expression « Nouvelle Droite » demeure imprécise. D'aucuns l'attribuent à Alain de Benoist lui-même mais il s'agirait plus probablement d'une désignation journalistique dont la première trace est difficile à trouver. Elle semble avoir été connue dans les milieux d'extrême-droite bien avant la percée médiatique de 1979. En effet, en mars 1975, les animateurs du Parti des forces nouvelles, groupuscule néofasciste, prétendirent en faire partie lors d'un forum nommé "La nouvelle droite, là voilà".
Le 28 septembre 1979, Alain de Benoist, théoricien du mouvement, est invité dans l'émission télévisée Apostrophes, après une période médiatique que le présentateur Bernard Pivot nomma « L'été de la Nouvelle Droite ». Le politologue Jean-Yves Camus indique que « les associations et personnalités qui y sont habituellement associées, à commencer par le GRECE (Groupement de recherche et d'études pour la civilisation européenne) et Alain de Benoist, n'ont accepté, avec réticence, d'endosser cette étiquette qu'une fois celle-ci passée dans le langage journalistique, après la campagne de presse qui a révélé l'existence du GRECE au grand public, lors de l'été 1979 ». Henry de Lesquen fut également présent à l'émission avec de Benoist, où il put évoquer le Club de l'Horloge, mais les deux hommes rejetèrent toute appartenance idéologique commune.
Dès 1993, Pierre-André Taguieff, spécialiste de l'extrême-droite et chercheur "infiltré" au GRECE à l'aide d'écrits en collaboration, considère que le vocable « Nouvelle droite » n'est plus « qu'une étiquette vide, une désignation dénuée de référence précise. Donc trompeuse ».

Enfin, l'expression est explicitement reprise et revendiquée en tête du Manifeste pour une renaissance européenne publié par Alain de Benoist et Charles Champetier en 1999 :

« La Nouvelle Droite est née en 1968. Elle n'est pas un mouvement politique, mais une école de pensée. Les activités qui sont les siennes depuis aujourd'hui plus de trente ans (publication de livres et de revues, tenue de colloques et de conférences, organisation de séminaires et d'universités d'été, etc.) se situent d'emblée dans une perspective métapolitique. »

Pour Razmig Keucheyan, en 2017, des porosités entre le GRECE et le Club de l'horloge existent encore, notamment via des apparitions de membres du Club de l'horloge dans des publications d'Alain de Benoist, et « la mouvance Nouvelle Droite continue en ce sens d’exister ».

## Idées principales
Dans le dossier du n°173 de la revue Éléments pour la civilisation européenne, « 1968-2018 : 50 ans de Nouvelle Droite », on lit en entame :

« 1968. L'époque était à la Nouvelle Vague, bientôt à l'impayable Nouvelle Philosophie. Toutes ont disparu, peu ou prou. Pas la Nouvelle Droite qui ne répondait pas à un effet de mode. Projet d'emblée inscrit dans la durée. Alors, de droite, la ND ? Certes non, ou pas seulement ! Elle qui a toujours voulu en finir avec les hémiplégies partisanes. C'est cependant toujours l'ennemi, à tout le moins l'adversaire, qui vous désigne — comme on l'a vu dans le cadre des impressionnistes ou des Hussards. La Nouvelle Droite n'y échappe pas. Les noms d'Alain de Benoist, de Michel Marmin, de Charles Champetier, des regrettés Jean Mabire, Jean-Claude Valla et Maurice Rollet lui sont associés. Ceux de ses compagnons de route aussi, les Jean Cau, Pierre Gripari, Julien Freund, Louis Rougier, et même Louis Pauwels. Elle a pu se tromper, mais sur l'essentiel elle a vu juste. Le droit des peuples contre les droits de l'homme, le polythéisme des valeurs, le refus de l'universalisme abstrait, la critique de la machine marchande et de l’homogénéisation du monde, la défense du multiple, le retour du localisme. Bref, la seule diversité qui compte, c'est celle des identités. Voici, esquissé à grands traits, le portrait des démocraties illibérales qui montent un peu partout en Europe. Et c'est justice, tant c'est à l'étranger que la ND et Alain de Benoist ont semé le plus de graines et lancé une Internationale des peuples sous la bannière de la ND, comme en témoignent les sept correspondants que nous avons sollicités. »

Pour Pierre-André Taguieff, la première nouveauté de la Nouvelle droite (ND) est sa rupture avec la tradition catholique qui était jusque-là « la matrice de la droite conservatrice ». Le second thème central de ce mouvement de pensée dans les années 1970 serait la dénonciation de l'égalitarisme. Le dernier thème est celui de la référence au « passé indo-européen » où le paganisme est pensé comme « la véritable religion des Européens ». Enfin, la ND développe rapidement une critique de la « vision marchande du monde », de l'économisme et de l'individualisme libéral.
Pour Pierre-André Taguieff comme pour Stéphane François, le terme générique « Nouvelle droite » ne saurait se réduire à une seule école de pensée et d'action ou à un courant idéologico-politique immuable.
Le politologue Stéphane François considère que « la Nouvelle Droite est l’une des écoles de pensée les plus intéressantes du paysage politique de la droite française ». Citant Jean-Yves Camus, il avance que celle-ci n'est : « ni parti politique, ni cénacle littéraire ; ni société secrète, ni énième avatar d’une “internationale fasciste” qui n’existe pas ». Du fait de sa longévité, elle aurait connu « plusieurs évolutions, voire plusieurs renouvellements de sa doctrine ».

### Relations avec le fascisme
La majorité des politologues situent la ND à l'extrême droite du spectre politique. Un certain nombre de critiques libéraux et de gauche l'ont décrit comme une forme nouvelle ou aseptisée de néo-fascisme ou comme une idéologie de l'extrême droite qui s'inspire considérablement du fascisme. Le politologue et spécialiste du fascisme Roger Griffin affirme que la ND présente ce qu'il considère comme les deux aspects déterminants du fascisme: un ultra-nationalisme populiste et un appel à la renaissance nationale (palingénésie). Tom McCulloch estime que la ND avait un « caractère nettement fasciste-revivaliste » en partie à cause de sa référence constante aux idéologues de droite antérieurs comme les révolutionnaires conservateurs allemands et des personnalités françaises comme Robert Brasillach, Georges Valois, Pierre Drieu La Rochelle et Thierry Maulnier. La Nouvelle Droite a également vénéré le penseur d'extrême droite italien Julius Evola, qui resterait un symbole puissant dans le mouvement.
McCulloch voit des parallèles dans le désir de la ND d'avoir des sociétés européennes ethniquement et culturellement homogènes, son hostilité à l'égalitarisme et à la modernité universaliste, et son appel à une renaissance culturelle. La ND rejette les étiquettes de « fascisme » et « d'extrême droite ». De Benoist a lui-même été décrit comme un néo-fasciste, bien qu'il ait rejeté l'étiquette de « fasciste », affirmant qu'elle n'a été utilisée que par ses critiques « dans le seul but de délégitimer ou de discréditer » ses idées. Les membres de la ND ont soutenu que leur critique du capitalisme et de la démocratie libérale est différente des critiques formulées par le nazisme et les anciennes formes de fascisme et de l'extrême droite.

### Spectre politique entre gauche et droite
La Nouvelle Droite s'est distinguée de la droite dominante en adoptant des positions anticapitalistes, anti-américaines, pro-Tiers-Monde, anti-nationalistes, fédéralistes et écologistes qui étaient traditionnellement associées à la politique de gauche. Ce mélange d'idées traditionnellement de gauche et de droite, qui a longtemps été reconnu comme une caractéristique du fascisme, a généré beaucoup d'ambiguïté autour de la position idéologique de la ND et a conduit à la confusion parmi les militants politiques et même les universitaires. Le ND se décrit comme situé au-delà de la gauche et de la droite.

### Paganisme
La ND rejette l'héritage monothéiste de la tradition judéo-chrétienne. Elle affirme que l'héritage chrétien de l'Europe a généré un ethos égalitaire qui s'est depuis développé dans des variantes séculaires telles que le libéralisme, la social-démocratie et le socialisme. Elle condamne le monothéisme du christianisme comme faisant preuve d'un ethos totalitaire qui cherche à imposer un ethos occidental aux nombreuses cultures différentes du monde. Selon Pierre Vial, « le totalitarisme est né il y a 4000 ans… Il est né le jour où le monothéisme est apparu. L'idée du monothéisme implique la soumission de l'être humain à la volonté d'un Dieu unique et éternel ». Le GRECE est manifestement pro-païen, considérant l'Europe préchrétienne en termes positifs comme un continent polythéiste sain et diversifié. L'opposition de la ND au christianisme l'a amenée à rejeter les idées de la vieille droite catholique et de la droite néolibérale anglo-américaine. Il admet néanmoins que d'autres groupes culturels devraient être libres de poursuivre des croyances monothéistes s'ils le jugent opportun, exprimant le point de vue que « le judaïsme est certainement juste pour les juifs, comme l'islam l'est pour les Arabes, et nous ne pouvons accepter la pratique raciste d'imposer notre modèle culturel aux peuples étrangers. ».

### Rapport à l'écologie et à la nature
D'abord absente et très critiquée, l'écologie va faire son apparition dans l'idéologie néo-droitière dans les années 80, sous l'influence antimoderniste de son courant néo-paien, qui puise dans l'écologie profonde, le romantisme et le situationnisme dans le cadre de sa stratégie confusionniste. Pour la Nouvelle Droite, dans une forme d'écologie des populations, le peuple européen tire sa supériorité des environnements qui l'ont forgé, le Pôle Nord, son berceau, et l'Europe. Le lien d'équilibre et d'harmonie entre les européens et leur terre aurait cependant été brisé par le métissage culturel et ethnique, comparés à une attaque d'espèces invasives, mais aussi par la modernité (christianisme, idées des Lumières, capitalisme, mondialisation). La rupture de ce lien primordial aurait mené au déclin de la civilisation européenne. La Nouvelle droite prône donc un retour en arrière vers des formes d'organisation sociale en vie communautaire organique, hiérarchique, fermée, culturellement et ethniquement homogène et enracinée dans la terre, seul moyen pour le peuple européen de retrouver ce lien, et de se protéger lui même et son environnement. Antoine Dubiau voit donc dans ce mouvement l'avant-garde de l'écofascisme émergeant,.

## Critiques et polémiques à propos de «la Nouvelle Droite»
En 1993, Taguieff est accusé par Roger-Pol Droit dans Le Monde de « banalisation de l'extrême droite » et de manque de « vigilance » parce qu'un recueil[réf. à confirmer],, auquel il collabora avec Alain de Benoist, fut publié (abrégé) en Italie dans une maison d'édition dirigée par Marco Tarchi, chef de file de la Nouvelle Droite dans ce pays. Le Monde omettait de préciser que le texte litigieux était en réalité « un piratage » non autorisé par l'auteur[réf. nécessaire]. Cette dénonciation s'appuyait aussi sur le fait que Taguieff avait fréquenté des militants de la Nouvelle Droite d'Alain de Benoist dans le cadre de ses travaux et publié des articles dans des revues du mouvement (Éléments, Krisis) aux côtés d'autres intellectuels qui, aux yeux des « vigilants », auraient dû s'abstenir : Jacques Julliard, Serge Latouche, Alain Caillé, Ignacio Ramonet, etc.
Cette attaque s'inscrivait dans le cadre d'un « Appel à la vigilance » (également publié dans Le Monde) signé par plusieurs intellectuels et universitaires (dont beaucoup furent, selon Taguieff, manipulés par les initiateurs dudit appel faisant allusion à Pierre-André Taguieff sans toutefois que son nom fût mentionné)[réf. souhaitée]. Une contre-pétition de soutien à Taguieff fut lancée à l'initiative de Patrick Weil et permit à une série de chercheurs et de collègues de dénoncer le « conformisme » de la première pétition en rappelant la difficulté de travailler sur des « sujets chauds » et les risques que ces recherches peuvent entraîner. Dans le Nouvel Observateur, Jacques Julliard dénonce « la campagne menée par Le Monde contre Pierre-André Taguieff », la qualifiant littéralement de « honte ». Alain de Benoist caractérisa l'événement comme « une querelle d'Ancien Régime ».
La querelle reprit de plus belle lors de la parution, en 1994 chez Descartes & Cie, du livre de Taguieff consacré à son objet d'étude, Sur la Nouvelle Droite. Jalons d'une analyse critique[source insuffisante]. Il s'agit d'une analyse des permanences et mutations de ce courant faite pour l'essentiel au travers d'une biographie politique et intellectuelle d'Alain de Benoist. Pierre-André Taguieff y critique les idées de la Nouvelle Droite — notamment quant aux « limites » d'un différentialisme séparé de l'universalisme, et aux « illusions » d'une démarche identitaire délivrée du nationalisme. Mais, prenant acte de ses évolutions dans un certain nombre de domaines, il est à nouveau accusé de complaisance par les milieux qui l'attaquaient. Il faut dire que le chercheur propose dans son ouvrage une analyse très sévère de la campagne de presse contre la Nouvelle Droite, et lui-même par ricochet, lancée par ceux-ci : il s'en prend à ceux qui, selon lui, plutôt que de faire l'effort de lire et comprendre les textes d'Alain de Benoist contredisant leur vision du personnage, préfèrent, par lâcheté, frilosité ou indigence, y voir autant de masques dissimulant la nature maléfique d'un « nazi masqué » qui n'aurait jamais changé. Plaidant pour une culture du débat à la mesure d'une démocratie pluraliste, il s'efforce de réfuter les partisans de pratiques qui, sous couvert de « vigilance », instaureraient un climat de suspicion et de délation :

« En étudiant la “Nouvelle Droite”, en en critiquant parallèlement les thèmes et les thèses sans donner dans le soupçon systématique, nous avons pu mesurer la permanence de l'obscurantisme, et la virulence de l'esprit d'intolérance aux multiples “bonnes” raisons, et qui sait user de “bonnes manières”. Intolérance cauteleuse, que nous voudrions, par cet ouvrage, rendre un peu honteuse d'elle-même. Ce serait une contribution non négligeable à la tâche collective, en principe indéfinie, de construction de cette communauté d'interlocuteurs libres qui constitue l'esprit vivant d'une République. »

[source secondaire nécessaire]
L'ouvrage est salué par Luc Ferry pour qui Taguieff « à l'encontre d'un certain nombre d'autres intellectuels de gauche » et suivant le conseil donné par Raymond Aron, s'efforce de combattre les idées d'Alain de Benoist « par des idées, non par des bâtons ou du vitriol. » Selon lui, son livre est sans équivalent sur l'histoire et les idéologies du GRECE, sur les revues de la Nouvelle Droite, sur l'itinéraire d'Alain de Benoist.